# Larry R. Hicks
Pour les articles homonymes, voir Hicks.
Larry R. Hicks, né le 13 décembre 1943 et mort le 29 mai 2024, est un juriste américain qui est juge de district des États-Unis pour le district du Nevada de 2001 jusqu'à sa mort en 2024. Il est nommé à ce poste par le président George W. Bush. Il accède au statut de senior en 2012.

## Biographie

### Jeunesse et éducation
Larry R. Hicks naît à Evanston, dans l'Illinois, le 13 décembre 1943. Il obtient un Bachelor of Science de l'Université du Nevada à Reno en 1965,, et un Juris Doctor de la faculté de droit de l'Université du Colorado en 1968.

### Carrière
Hicks est assistant de justice au bureau du procureur du comté de Washoe, Nevada en 1968, puis avocat dans ce bureau de 1968 à 1974, et procureur du comté de Washoe de 1975 à 1979. Il s'installe dans un cabinet privé au Nevada en 1979, où il exerce jusqu'en 2001.

#### Service judiciaire fédéral
Le 4 septembre 2001, il est nommé par le président George W. Bush au tribunal de district des États-Unis pour le district du Nevada, poste laissé vacant par le juge Johnnie B. Rawlinson. Il est confirmé par le Sénat des États-Unis le 5 novembre 2001 et reçoit sa commission le 7 novembre 2001. Il prend le statut de senior le 13 décembre 2012.

#### Affaires notables
En 2006, Larry R. Hicks condamne trois anciens commissaires du comté de Clark à une peine de prison fédérale dans le cadre d'une affaire de corruption politique fédérale connue sous le nom « d'opération G-Sting », qui a pour origine des pots-de-vin versés à des élus par le propriétaire d'un club de strip-tease .
En 2011, les tribus Shoshone du nord du Nevada lui demandent de maintenir une restriction datant de 2009 qui protège l'environnement de la région contre le souhait de la société torontoise Barrick Gold Corp d'étendre ses activités d'extraction d'or sur leurs terres considérées comme sacrées.
En octobre 2013, il condamne Harvey Whittemore, courtier en énergie du Nevada, à une peine de deux ans de prison pour avoir contribué illégalement à la campagne de Harry Reid en 2007. En février 2015, il accorde une injonction préliminaire contre le retrait par le Bureau of Land Management de 200 chevaux sauvages dans le nord du Nevada et la rafle de 166 autres avec une zone pellucide porcine. En mars 2017, il condamne un Indien à 15 ans de prison pour avoir planifié des attaques terroristes dans son pays depuis les États-Unis.
En août 2018, il accorde une nouvelle injonction en faveur d'Oracle dans l'affaire Rimini Street Inc. contre Oracle USA Inc., ce qui conduit Rimini Street à reverser 28,5 millions de dollars d'honoraires d'avocat. En novembre 2018, il refuse le droit de grève aux éboueurs employés par Waste Management of Nevada. Ils réclamaient des pauses déjeuner plus longues et moins encadrées.

### Mort
Larry R. Hicks meurt après avoir été heurté par une voiture devant le palais de justice fédéral du centre-ville de Reno, Nevada, le 29 mai 2024, à l'âge de 80 ans,.